# Edouard Molinaro

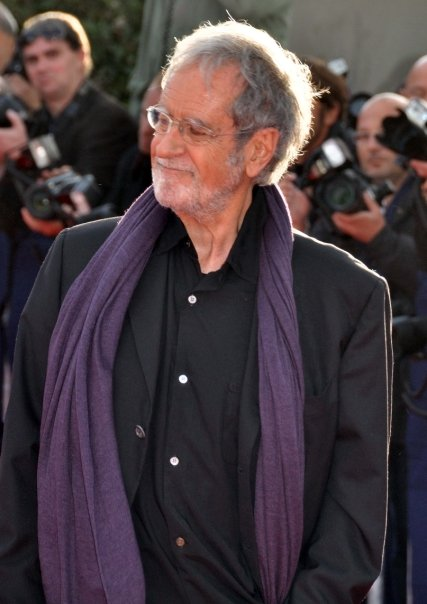

Edouard Molinaro (Bordeaux, 13 mei 1928 – Parijs, 7 december 2013) was een Franse filmregisseur.
Hij maakte 33 speelfilms, voor het overgrote deel komedies en bracht meer dan dertig jaar lang vrijwel jaarlijks een film uit.

## Leven en werk

### Eerste stappen in de filmwereld
Molinaro raakte al vroeg geïnteresseerd in film. In zijn geboortestreek, de Gironde, deed hij vanaf zijn 16 jaar met succes mee aan wedstrijden voor amateurcineasten van korte films. Hij bekwaamde zich vervolgens in de techniek van het filmvak als regieassistent. Molinaro kon van meet af aan het assistentschap combineren met het draaien van korte films, eerst fictieve drama's, daarna industriële opdrachtfilmpjes.

### Debuut en politiefilms
Hij debuteerde in 1958 met Le Dos au mur, een politiefilm met hoofdrollen voor Jeanne Moreau en Gérard Oury. Hij draaide nog enkele (soms komische) politiefilms waaronder La Mort de Belle (1961), de verfilming van een scenario van Jean Anouilh naar de gelijknamige roman uit 1952 van Georges Simenon.

### De jaren zestig: komedies met Louis de Funès
Met zijn volgende producties ging hij meer en meer de komische toer op. Une ravissante idiote (1964) met Brigitte Bardot, en La Chasse à l'homme (1964) met het zusterpaar Françoise Dorléac - Catherine Deneuve, waren hiervan geslaagde voorbeelden. In de tweede helft van de jaren zestig had hij veel succes met Oscar (1967) en Hibernatus (1969), twee komedies met Louis de Funès in de hoofdrol. Hij ging verder op de ingeslagen weg met onder meer de picareske in de 18e eeuw gesitueerde komedie Mon oncle Benjamin (1969) waarin Jacques Brel de titelrol voor zijn rekening nam. 

### De jaren zeventig:La Cage aux folles
In het kassucces L'Emmerdeur (1973) speelde Brel opnieuw de hoofdrol. Die laatste film luidde een vruchtbare samenwerking in met scenarist Francis Veber die culmineerde in het reusachtig succes van La Cage aux folles (1978) en het vervolg La Cage aux folles 2 (1980). Voor die twee films kon hij gebruikmaken van het talent van onder meer Michel Serrault, een van zijn favoriete acteurs.

### Latere carrière
In de jaren tachtig deed hij drie keer een beroep op Daniel Auteuil, onder meer voor de komedie L'Amour en douce (1985). Tijdens de opnamen werd Auteuil verliefd op tegenspeelster Emmanuelle Béart. In de jaren negentig beëindigde Molinaro zijn filmcarrière met twee historische films waaronder Beaumarchais, l'insolent (1996), een biografische film over de kleurrijke Franse schrijver Beaumarchais.
Sinds het einde van de jaren zeventig werkte hij ook regelmatig voor de televisie.

### Privéleven
Molinaro was getrouwd met de Franse actrice Marie-Hélène Breillat die in een aantal van zijn films uit de jaren zeventig speelt. Zo was ze te zien in de vampierenparodie Dracula père et fils (1976), de laatste film waarin Christopher Lee een vampier vertolkte. 
Hij overleed in 2013 op 85-jarige leeftijd ten gevolge van een longaandoening.

## Filmografie

### Regieassistent
- 1947: Un flic (Maurice de Canonge)
- 1949: Du Guesclin (Bernard de La Tour)
- 1949: Le Cœur sur la main (André Berthomieu)
- 1950: Le Miracle de Sainte Anne (Orson Welles) (korte film)
- 1954: Le Comte de Monte-Cristo (Robert Vernay)
- 1954: Votre dévoué Blake (Jean Laviron)

### Regisseur

#### Korte films documentaires
- 1946: Évasion
- 1948: Un monsieur très chic
- 1948: Le Cercle
- 1949: Le Verbe en chair
- 1950: L'honneur est sauf
- 1953: La Meilleure Part
- 1953: Chemins d'avril
- 1954: L'Accumulateur au plomb
- 1955: Quatrième vœu
- 1956: Les Biens de ce monde
- 1957: Appelez le 17
- 1957: Les Alchimistes
- 2007: Dirty Slapping

#### Lange speelfilms
- 1958: Le Dos au mur (naar  de roman Délivrez-nous du mal van Frédéric Dard)
- 1959: Des femmes disparaissent
- 1959: Un témoin dans la ville (naar de roman van Boileau-Narcejac)
- 1960: Une fille pour l'été (naar de roman van Maurice Clavel)
- 1961: La Mort de Belle (naar de gelijknamige roman van Georges Simenon)
- 1962: Les Ennemis
- 1962: Les Sept Péchés capitaux (collectieve sketchenfilm, episode L'Envie)
- 1962: Arsène Lupin contre Arsène Lupin (naar het werk van Maurice Leblanc)
- 1964: Une ravissante idiote (naar de gelijknamige roman van Charles Exbrayat)
- 1964: La Chasse à l'homme
- 1965: Quand passent les faisans
- 1967: Peau d'espion
- 1967: Oscar
- 1969: Hibernatus
- 1969: Mon oncle Benjamin (naar de gelijknamige roman van Claude Tillier)
- 1970: La Liberté en croupe
- 1971: Les Aveux les plus doux
- 1972: La Mandarine (naar de gelijknamige roman van Christine de Rivoyre)
- 1973: Le Gang des otages
- 1973: L'Emmerdeur
- 1974: L'Ironie du sort (naar de gelijknamige roman van Paul Guimard)
- 1975: Le Téléphone rose
- 1976: Dracula père et fils
- 1977: L'Homme pressé (naar de gelijknamige roman van Paul Morand)
- 1978: La Cage aux folles (naar het gelijknamige toneelstuk van Jean Poiret)
- 1979: Cause toujours... tu m'intéresses !
- 1980: Les Séducteurs (collectieve sketchenfilm)
- 1980: La Cage aux folles 2 (naar het gelijknamige toneelstuk van Jean Poiret)
- 1982: Pour 100 briques t'as plus rien...
- 1984: Just the Way You Are
- 1985: Palace
- 1985: L'Amour en douce
- 1988: À gauche en sortant de l'ascenseur (naar het toneelstuk L'Amuse-gueule van Gérard Lauzier)
- 1992: Le Souper
- 1996: Beaumarchais, l'insolent (naar een onuitgegeven scenario van Sacha Guitry)

#### Televisie(films)
- 1979: La Pitié dangereuse
- 1981: Au bon beurre
- 1983: La Veuve rouge
- 1986: Le Tiroir secret
- 1986: Un métier de seigneur
- 1988: La Ruelle au clair de lune
- 1988: Manon Roland
- 1989: Les Grandes Familles
- 1989: L'Ivresse de la métamorphose
- 1991: L'Amour maudit de Leisenbohg
- 1992: La femme abandonnée
- 1995: Ce que savait Maisie
- 1999: Nora
- 1999: Tombé du nid
- 2001: Nana
- 2003: Un homme par hasard
- 2005: Une famille pas comme les autres

#### Ander televisiewerk
- 1978: Madame le Juge : eerste episode van de zesdelige televisieserie
- 1978: Claudine : 4 films
- 1990: Le Gorille : 1 film
- H (1998-2002) : 14 afleveringen
- Navarro (1989-2007) : 2 films
- Les Hommes de cœur (2005-2006) : 3 films
- Le Tuteur (2003-2008): 5 films

## Prijzen
- 1980: La Cage aux folles : Golden Globe voor Beste buitenlandse film

## Boeken
- Édouard Molinaro: Intérieur Soir, Paris, Éditions Anne Carrière, 2009. (autobiografie)

## Remakes
- 1981: Buddy Buddy (Billy Wilder, met Jack Lemmon en Walter Matthau) (Amerikaanse remake van  L'Emmerdeur)
- 1996: The Birdcage (Mike Nichols, met Gene Hackman en Robin Williams) (Amerikaanse remake van La Cage aux folles)
- 2008: L'Emmerdeur (Francis Veber, met Patrick Timsit en Richard Berry)

- Biblioteca Nacional de España: XX1266644
- Bibliothèque nationale de France: cb12520985d (data)
- CiNii: DA13167122
- Gemeinsame Normdatei: 11948708X
- International Standard Name Identifier: 0000 0001 2141 0728
- Library of Congress Control Number: n95105477
- Nationale Bibliotheek van Tsjechië: xx0165816
- Nationale Bibliotheek van Israël: 987007347205905171
- Nationale Bibliotheek van Polen: a0000002800189
- Nederlandse Thesaurus van Auteursnamen: 073610089
- Istituto Centrale per il Catalogo Unico: MILV111266
- LIBRIS: 272536
- SNAC: w63202gj
- Système universitaire de documentation: 031500382
- Virtual International Authority File: 79116040
- WorldCat: E39PBJhMfyxQ6qvQh6cq9TppT3